# Dolch
Der Dolch ist eine kurze, zweischneidige Stichwaffe mit meist symmetrischem Griff.

## Etymologie
Der Ursprung des deutschen Worts Dolch ist ungewiss, es begegnet erst seit dem 15. Jahrhundert, zunächst im oberdeutschen Raum. Das Deutsche Wörterbuch der Brüder Grimm nahm 1860 noch an, dass es sich um ein Lehnwort aus dem Slawischen handele; heute gilt aber als gesichert, dass das Gegenteil der Fall ist und polnisch und tschechisch tulich aus dem Deutschen entlehnt wurden. Naheliegend ist ein Zusammenhang mit lateinisch dolo bzw. griechisch δόλων (dólōn) „Stilett, Stoßdegen“, wobei sich dieser Begriff möglicherweise mit einheimischem, also germanischem Wortgut, vermischte. In dieser Hinsicht wurde etwa altnordisch dalkr, „Spange, Fibel“ angeführt, ein entsprechendes alt- oder mittelhochdeutsches Wort ist indes nicht überliefert. Denkbar ist auch, dass es sich beim Dolch eigentlich um eine mit einem deutschen Diminutivsuffix wie -che(n) oder -ke(n) versehene quasi-makkaronische Verkleinerungsform des lateinisch-griechischen dolo(n) handelt.

## Beschreibung
Im Gegensatz zum Messer, das primär zum Schneiden ausgelegt ist, ist der Dolch als Stichwaffe konzipiert.
Bei Dolchen ist der Schneidenwinkel 1,69- bis 2-mal so groß wie bei einem einschneidigen Messer derselben Klingenbreite und -dicke. Aus diesem Grund sind Dolche tendenziell stumpfer als Messer; dabei ist jedoch zu berücksichtigen, dass der Schneidenwinkel kein allein entscheidendes Kriterium für die Schärfe einer Klinge ist.
Bei den Grundformen lassen sich Dolche grundsätzlich in zwei Formen unterscheiden: Zum einen solche mit linsen- oder rautenförmigem Querschnitt (mit oder ohne Hohlkehle) und zum anderen Dreikantklingen, jeweils mit, partiellem oder ohne Hohlschliff. Die erstgenannten sind noch zum Schneiden geeignet, während die letztgenannten stabiler sind und auch gegen leichtere Rüstungstypen eingesetzt werden konnten.

## Urgeschichte

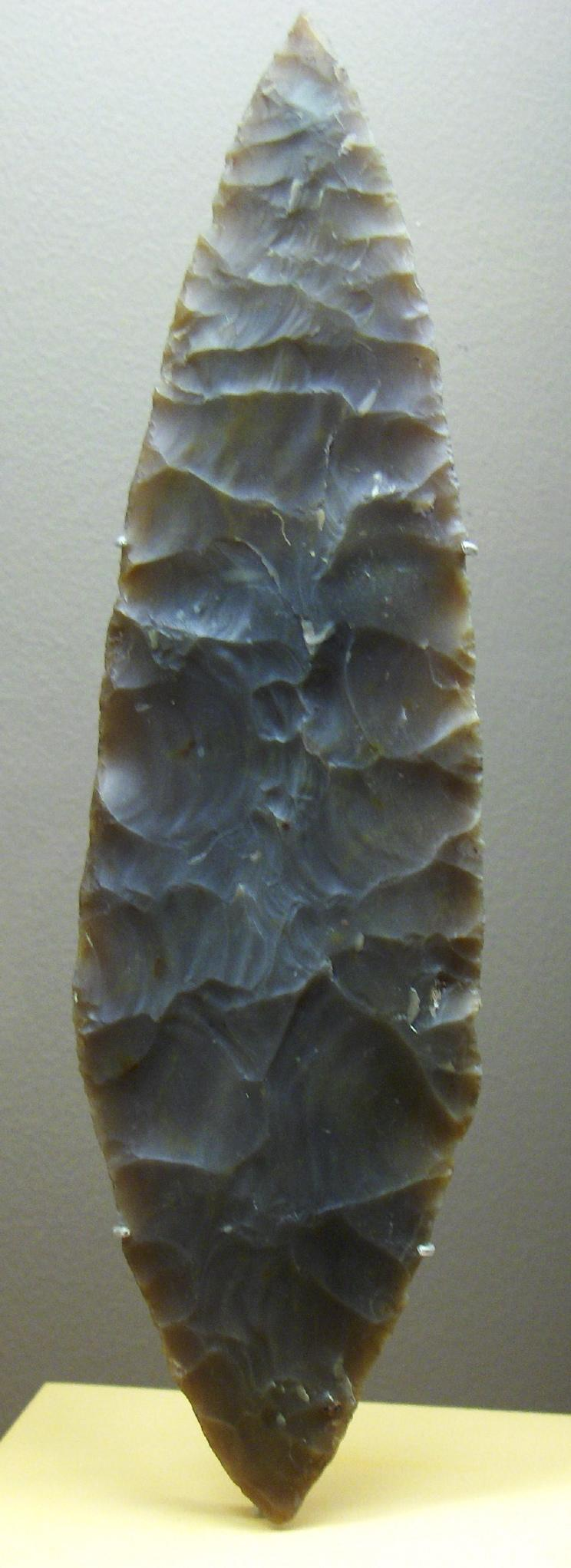
Blattspitze des Solutréen

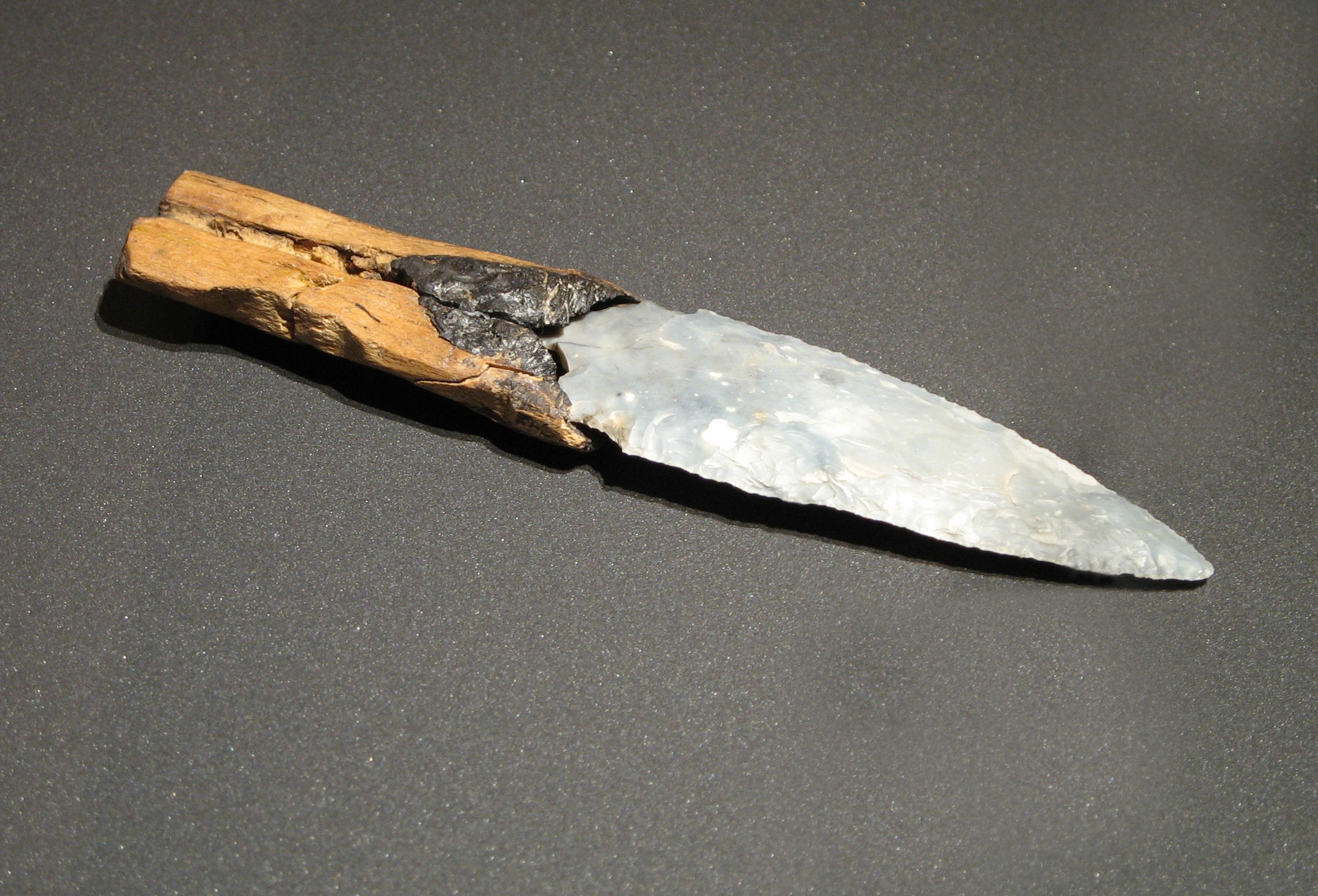
Dolch von Allensbach

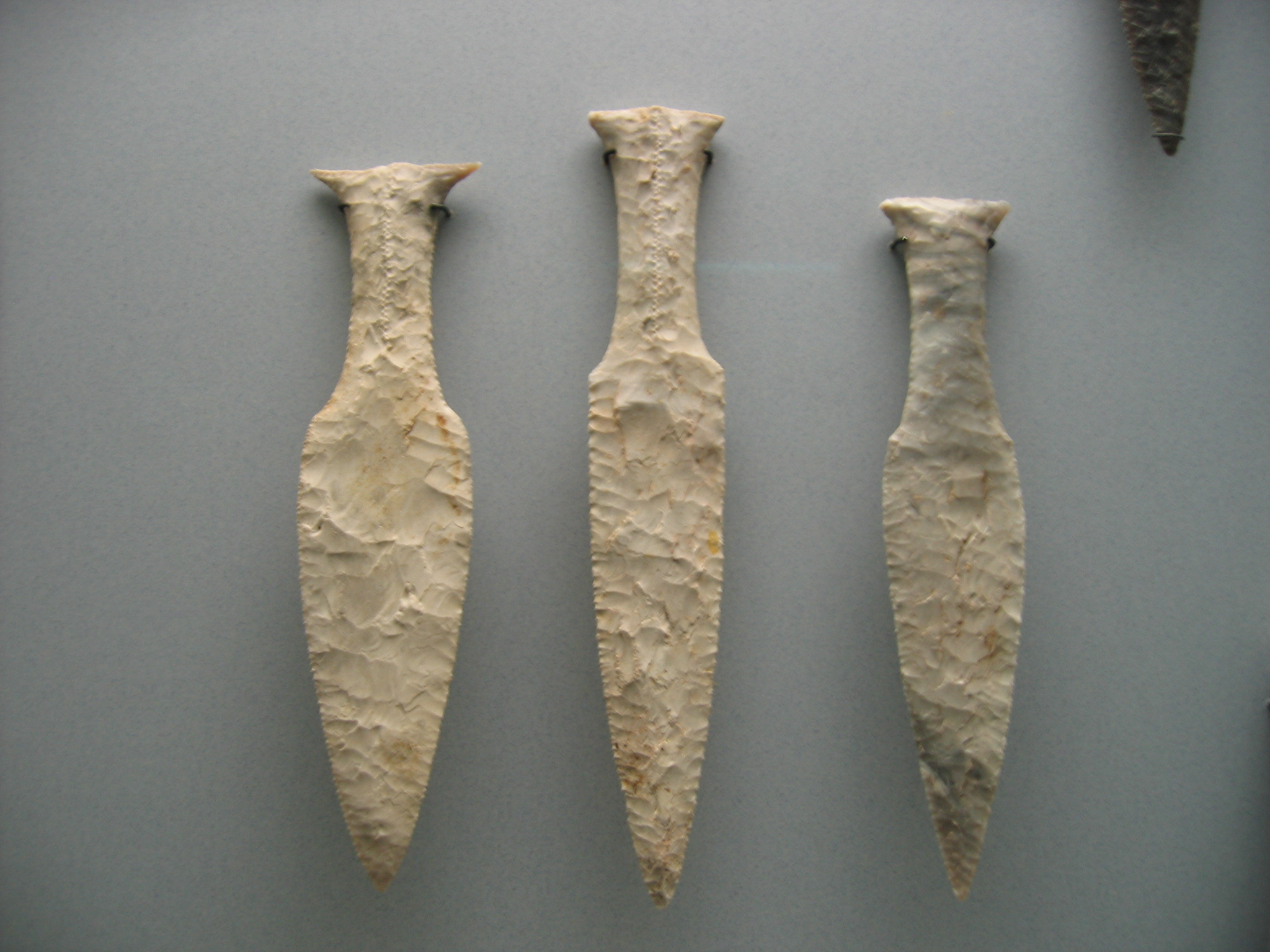
Fischschwanzdolche

Zur Griffmontage siehe: Schäftung (Vor- und Frühgeschichte)
Die Faustkeile des Altpaläolithikums können als älteste Formen des Dolch-Konzepts (Stoßspitze, zwei Schneiden) angesehen werden. Auch symmetrisch geformte Moustérien-Spitzen weisen beidseitig retuschierte Kanten auf. Die Blattspitzen des späten Mittelpaläolithikums können sowohl Feuersteindolche, quer geschäftete Faustmesser als auch Speer- bzw. Lanzenspitzen gewesen sein, was durch die vollständige Zersetzung der organischen Materialien nicht mehr zu erkennen ist. Ähnliche Formen von Blattspitzen gab es erneut im jüngeren Gravettien, im südwesteuropäischen Solutréen sowie im Mesolithikum und Neolithikum, wobei die Tradierung im Gebrauch wegen der großen kulturellen Brüche unwahrscheinlich ist. Die zunehmend asymmetrische Form seit dem Solutréen macht die Griffmontage als Dolch sehr wahrscheinlich (oberes Bild).
Im Jungpaläolithikum (speziell im mährischen Pavlovien vor ca. 25.000 Jahren) gab es in Dolchform zugespitzte Knochen (Fundplatz Předmostí) sowie Dolche aus Geweih oder Elfenbein. In Pavlov wurde ein 56 Zentimeter langer und zwei Zentimeter breiter dolchartiger Gegenstand aus Mammutelfenbein gefunden.
Dolche aus Feuerstein treten wieder während des Mesolithikums auf. Einen mit Bastwicklung erhaltenen Dolch, der aus einer beidseitig spitz retuschierten großen Feuersteinklinge gefertigt ist, gibt es vom Fundplatz Nischneje Veretije in Nordrussland, mit Radiokohlenstoffdaten der Fundschicht um ca. 8000 v. Chr. In der Fundstelle Olenij Ostrov in Karelien wurde ein etwa gleich alter Knochendolch mit eingeklebten Feuersteinklingen gefunden. Auch aus der Kongemose-Kultur (Dänemark) gibt es verzierte Knochendolche mit beidseitig eingekitteten Feuersteinsplittern.
Während des Spät- und Endneolithikums waren Dolche aus Feuerstein in Mitteleuropa erneut weit verbreitet. So trug der als Gletschermumie gefundene Ötzi einen mit Griff versehenen Dolch bei sich. Ein ähnlicher Fund stammt aus Allensbach am Bodensee aus einer Fundstelle der Horgener Kultur (mittleres Bild). In der neolithischen Dolchzeit von 2300–1600 v. Chr. erfuhr der Feuersteindolch als so genannter Fischschwanzdolch die höchste Vollendung der Steinbearbeitung (unteres Bild).
Bereits in der Kupferzeit gab es Dolche aus Kupfer, zum Beispiel in der Glockenbecherkultur in Süddeutschland. In der frühbronzezeitlichen Aunjetitzer Kultur waren Dolche aus einem Stück Bronze gegossen einschließlich Griff. Erst im Verlauf der Bronzezeit kamen Dolche auf, bei denen Griffschalen aus organischem Material wie Holz, Knochen und Horn gefertigt waren und vernietet wurden.

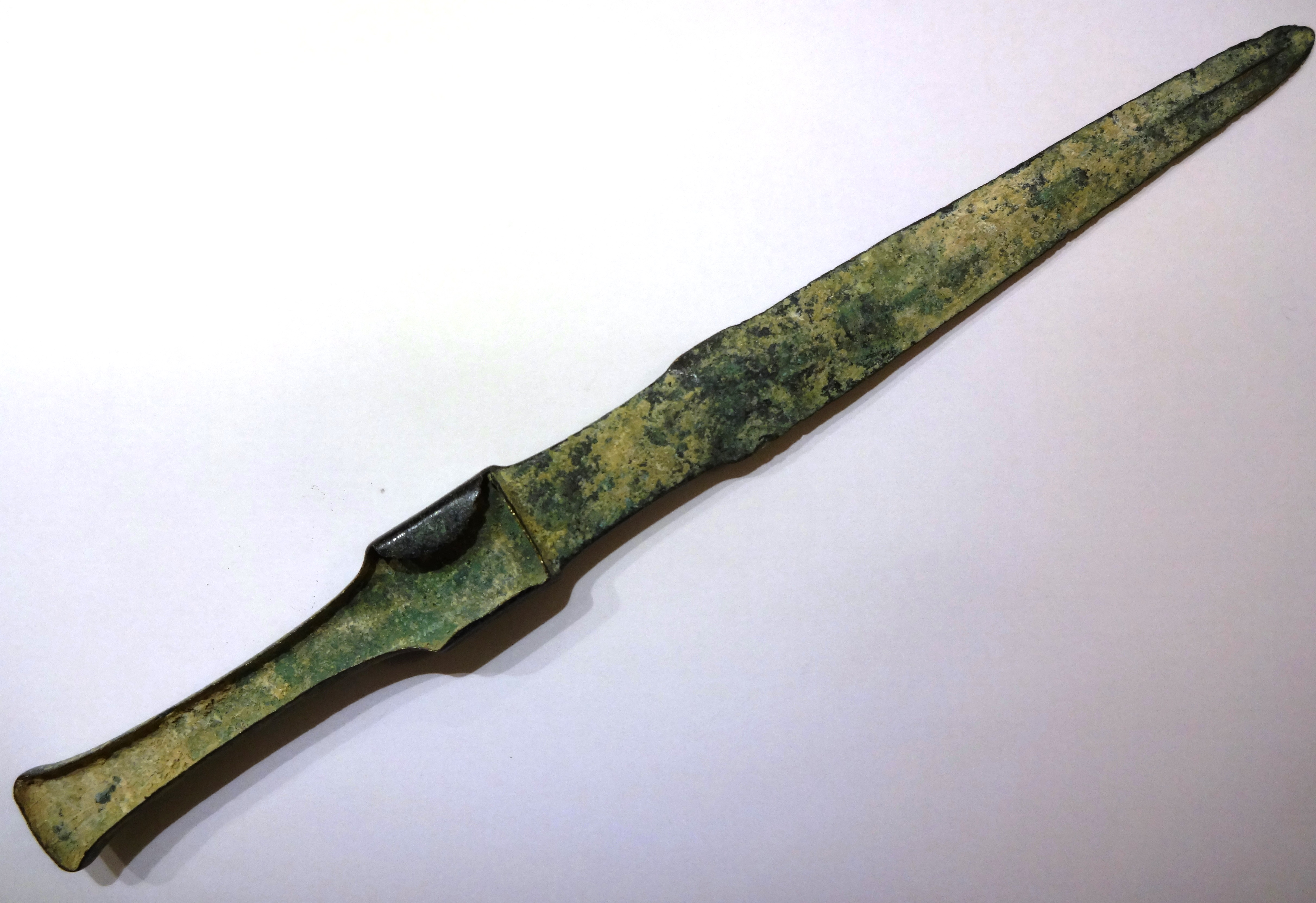
Dolch aus Luristan, ca. 1000 v. Chr., ca. 31 cm lang

## Geschichte

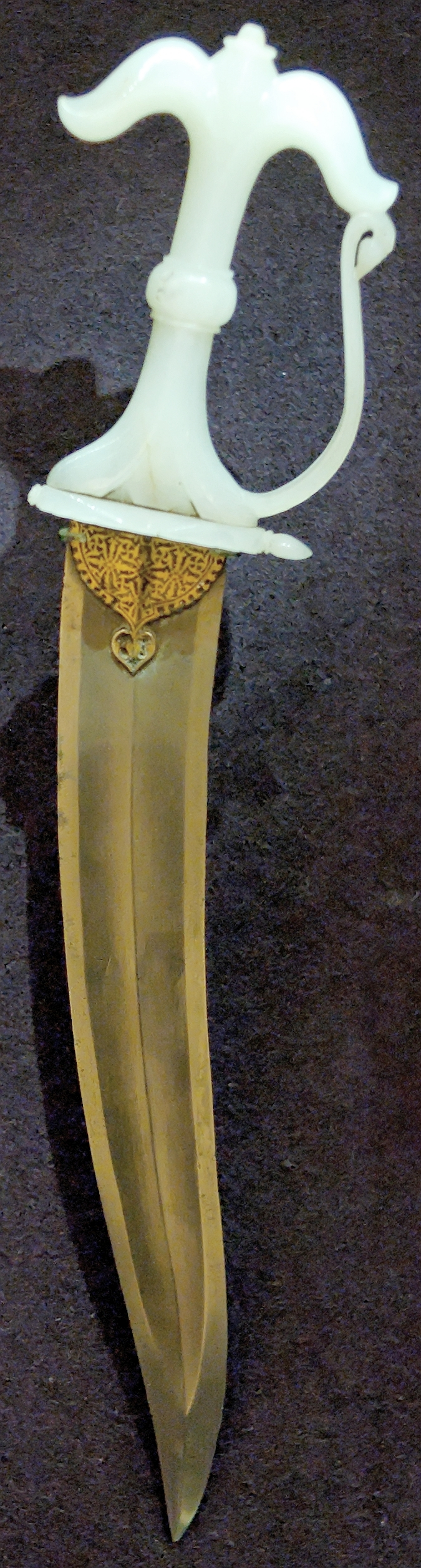
Ein indischer Dolch aus dem 18. Jahrhundert

Im Laufe der Zeit entwickelte sich der Dolch von der spitzen Stoßwaffe zum zweischneidigen Gerät mit der möglichen, allerdings eingeschränkten Funktion als Messer und wurde damit etwas vielseitiger verwendbar. Bronzedolche vom Typ Gamov stammen bereits aus dem 9. oder 8. Jahrhundert v. Chr. und wurden von Steppenvölkern benutzt. An Bronzedolchen aus Gräbern der Zeit vor 1550 bis 1250 Jahren v. Chr. wurden Anhaftungen von organischem Material (Knochen, Muskelfasern, Sehnen) nachgewiesen, die auf eine Verwendung der Dolche beim Zerlegen von Jagdbeute zurückgeführt werden.
Zur Ausrüstung römischer Legionäre gehörte vom 2. Jahrhundert vor bis zum 3. Jahrhundert nach der Zeitenwende ein Dolch (Pugio) mit breiter, etwa 30 cm langer Klinge. Julius Caesar wurde der Überlieferung nach mit diversen (23 oder 35) Dolchstichen ermordet.
Der Dolch kam im 12. Jahrhundert als Waffe in den mittelalterlichen Heeren auf. Er war die Weiterentwicklung des allseits gebräuchlichen Allzweckmessers aus dem Mittelalter. Zu Beginn war er wohl als Ergänzung zum Ritterschwert gedacht und sollte als Zweitwaffe bei Schwertbruch oder -verlust zum Einsatz kommen. Zu dieser Zeit wurde auch der Panzerbrecher (Misericordia, Gnadgott) zum Durchstoßen von Kettenrüstungen erfunden.
Um 1300 entwickelte sich in Norditalien eine zweischneidige, stark profilierte Klinge (Basilard). Dieser Dolch verbreitete sich dann um 1400 über die Alpen in den süddeutschen Raum. Anders als das Schwert unterlag der Dolch keinen standesspezifischen Regularien, was wohl an seiner Verbreitung lag. Dass er auch im Krieg eine besondere Rolle hatte, verdeutlicht der Gebrauch durch die Eidgenossen in der Schlacht bei Dornach im Jahre 1499, wo der Sieg über die Landsknechte Maximilians entscheidend vom Einsatz des Dolchs abhing. Dolchformen des Spätmittelalters sind der Ringknaufdolch und der Scheibendolch, welcher mitunter auch als Scheibenknaufdolch bezeichnet wird.
Ab dem 16. Jahrhundert etablierte sich eine Kampftechnik, bei der ein Parierdolch zusammen mit dem Schwert genutzt wurde, er sollte dabei feindliche Schwerthiebe parieren. Wurde im Mittelalter der Dolch noch mit der Spitze nach unten geführt, wird er bei dieser Technik mit der Spitze nach oben gehalten. Ebenfalls im 16. Jahrhundert wurde das Stilett als Stichwaffe mit langer, spitzer Klinge entwickelt.
Ein Dolch wurde als Alternative für den Säbel seit 1901 von deutschen Marineoffizieren, seit 1935 auch von Offizieren des Heeres bis 1945 zur Ausgehuniform getragen. Die Grabendolche des Ersten Weltkriegs waren Vorläufer der später als Kampfmesser bekannten Klingenwaffen. In der Liste von Dolchen gemäß den Kennblättern fremden Geräts D 50/1 sind von der Wehrmacht genutzte Waffen dieser Art eingetragen.
Da ein Dolch, anders als etwa Schwert oder Speer, verdeckt getragen werden kann, galt er zeitweise als wenig ritterliche (Mord-)Waffe, wie es zum Beispiel in der Wortschöpfung von der Dolchstoßlegende zum Ausdruck kommt.

## Rechtliche Situation
Dolche werden in der Regel als Waffe betrachtet. Der Besitz kann (mit Einschränkungen) erlaubt sein, der Transport ist in der Regel nur mit Beschränkungen möglich.

## Varia
Der Dolch ist auch ein Sonderzeichen, Unicode-Zeichen „†“ (U+2020), Windows- und Linux-Eingabe mit Alt + 0134.